# Lene Marlin
Lene Marlin Pedersen, kendt under kunstnernavnet Lene Marlin (født 17. august 1980) er en norsk pop-musiker og sangskriver. Hun har udgivet fire studiealbums, og er mest kendt for sine singler "Unforgivable Sinner"  og "Sitting Down Here", der begge udkom i 1999.

## Karriere
Lene Marlin blev født i Tromsø. Hun blev opdaget i hjembyen af NRK Troms (Den Norske Rikskringkasting) i sommeren 1997 og efter at have indspillet nogle sange i studiet hos NRK Troms blev hun opdaget af Virgin Records. Den første single blev udgivet i 1998 og hed "Unforgivable Sinner". Hun har i alt solgt over 2,2 millioner album (2005 estimat). Hun vandt i 1999 MTV-Europes pris som bedste nordiske artist.

## Diskografi

### Album
- Playing My Game (1999)
- Another Day (2003)
- Lost in a Moment (2005)
- Twist the Truth (2009)

### Singler
- "Unforgivable Sinner" (1999)
- "Sitting Down Here" (1999)
- "Where I'm Headed" (1999)
- "A Place Nearby"  (2003)
- "You Weren't There" (2003)
- "Another Day" (2003)
- "Sorry" (2004)
- "How Would It Be" (2005)
- "Here We Are" (2009)